# Torre Editt

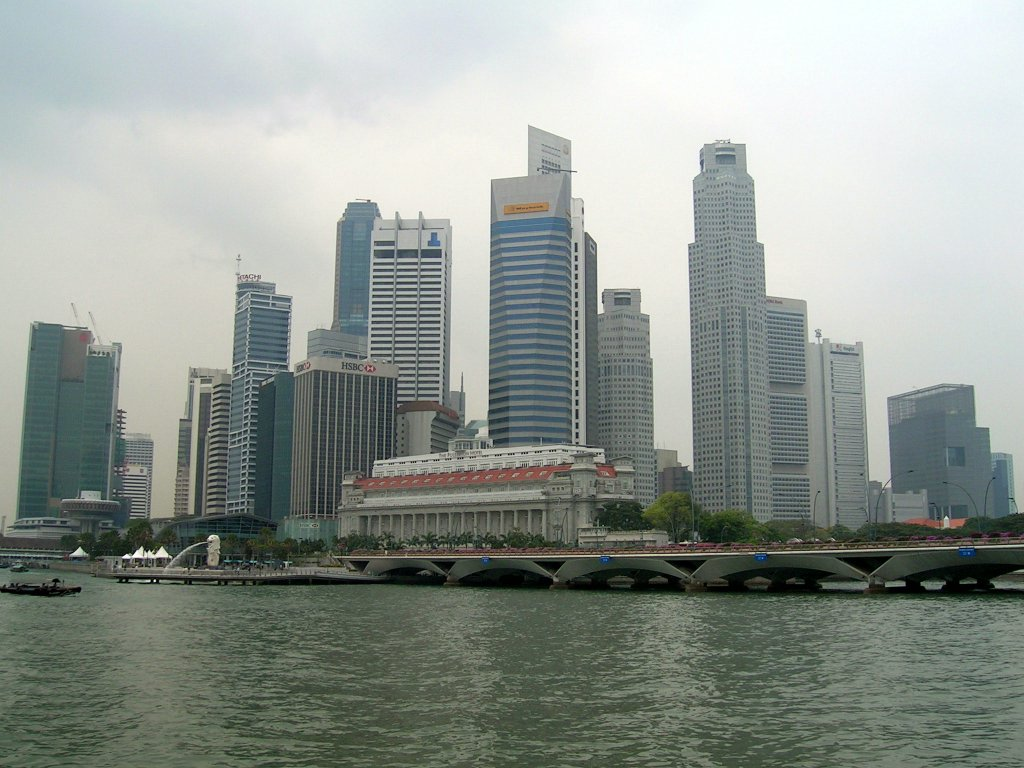
A cidade de Singapura. Mostra-se que o espaço urbano de Singapura é grande.

A Torre Editt é um arranha-céu ecológico que será erguido em Singapura. A torre é como se fosse um parque vertical em forma de um prédio. Na torre os andares são permeáveis e os corredores são verdes de tantas plantas que há no prédio. As plantas serão irrigadas pela água da chuva. A torre "recicla" a água de esgoto para obter água para as plantas. A torre usa energia solar para abastecer os geradores de energia. A torre usa ventilação natural, isso faz com que não gaste energia e dinheiro.